# Charanyca nigropunctata
Charanyca nigropunctata är en fjärilsart som beskrevs av Krombach. Charanyca nigropunctata ingår i släktet Charanyca och familjen nattflyn. Inga underarter finns listade i Catalogue of Life.